# Transistor a collettore comune

Circuito a collettore comune NPN

In elettronica, il transistor a collettore comune è una configurazione del transistor a giunzione bipolare usata comunemente come buffer di tensione. In tale dispositivo il nodo di collettore del transistore è connesso all'alimentazione (un generatore di tensione), il nodo di base fa da ingresso mentre il nodo di emettitore fa da uscita. Il nodo di emettitore "insegue" il potenziale applicato all'ingresso, da cui il nome inseguitore di emettitore (in inglese emitter follower), usato di solito per riferirsi a questa configurazione. L'equivalente a FET del collettore comune è il drain comune.

## Applicazioni

Nella versione PNP dell'inseguitore di emettitore, tutte le polarità sono invertite.

Si può dimostrare che il circuito a collettore comune ha un guadagno in tensione circa pari a 1:
{\displaystyle {A_{\mathrm {v} }}={v_{\mathrm {out} } \over v_{\mathrm {in} }}\approx 1}
Questo significa che i segnali in tensione applicati all'ingresso vengono riprodotti abbastanza fedelmente sull'uscita (meno una costante dovuta ad una caduta tipica dei diodi, e dipendentemente dal guadagno del singolo transistore e dal valore della resistenza di carico; riferirsi alla formula di seguito). Questo circuito è caratterizzato da una grande impedenza di ingresso, così da non caricare il circuito a monte:
{\displaystyle r_{\mathrm {in} }\approx \beta _{0}R_{\mathrm {E} }}
ed una bassa resistenza d'uscita, in modo da poter pilotare facilmente carichi a bassa resistenza:
{\displaystyle r_{\mathrm {out} }\approx R_{\mathrm {E} }\|{R_{\mathrm {source} } \over \beta _{0}}}
(Tipicamente il resistore sull'emettitore ha valore molto più elevato degli altri e può essere trascurato nell'equazione):
{\displaystyle r_{\mathrm {out} }\approx {R_{\mathrm {source} } \over \beta _{0}}}
Questo consente ad una sorgente con elevata impedenza di pilotare un carico a bassa impedenza.
In altre parole, il circuito ha un elevato guadagno di corrente (che dipende in massima parte dalla hFE del transistor) con un guadagno di tensione pressoché unitario. Una piccola variazione nella corrente di ingresso si traduce in una elevata variazione della corrente fornita al carico in uscita.
Questa configurazione è comunemente adottata negli stadi di uscita degli amplificatori in classe A, classe B e in classe AB.
A volte, in luogo del resistore di carico, viene impiegato un generatore di corrente costante attivo, per migliorare la linearità e l'efficienza.

## Caratteristiche
Alle basse frequenze, usando il modello a Pi greco ibrido, si possono ricavare le seguenti caratteristiche a "piccolo segnale".
(Le linee parallele indicano componenti in parallelo.)
|                        | Definizione                                                                     | Espressione                                                                                          | Espressione approssimata                                                         | Condizioni                                                                           |
| ---------------------- | ------------------------------------------------------------------------------- | --- | -------------------------------------------------------------------------------- | ------------------------------------------------------------------------------------ |
| Guadagno in tensione   | {\displaystyle {A_{\mathrm {v} }}={v_{\mathrm {out} } \over v_{\mathrm {in} }}} | {\displaystyle {g_{m}R_{\mathrm {E} } \over g_{m}R_{\mathrm {E} }+1}}                                | {\displaystyle \approx 1}                                                        | {\displaystyle g_{m}R_{\mathrm {E} }\gg 1}                                           |
| Guadagno in corrente   | {\displaystyle {A_{\mathrm {i} }}={i_{\mathrm {out} } \over i_{\mathrm {in} }}} | {\displaystyle \beta _{0}+1\ }                                                                       | {\displaystyle \approx \beta _{0}}                                               | {\displaystyle \beta _{0}\gg 1}                                                      |
| Resistenza di ingresso | {\displaystyle r_{\mathrm {in} }={\frac {v_{in}}{i_{in}}}}                      | {\displaystyle r_{\pi }+(\beta _{0}+1)R_{\mathrm {E} }\ }                                            | {\displaystyle \approx \beta _{0}R_{\mathrm {E} }}                               | {\displaystyle (g_{m}R_{\mathrm {E} }\gg 1)\wedge (\beta _{0}\gg 1)}                 |
| Resistenza di uscita   | {\displaystyle r_{\mathrm {out} }={\frac {v_{out}}{i_{out}}}}                   | {\displaystyle R_{\mathrm {E} }\|\|\left({r_{\pi }+R_{\mathrm {source} } \over \beta _{0}+1}\right)} | {\displaystyle \approx {1 \over g_{m}}+{R_{\mathrm {source} } \over \beta _{0}}} | {\displaystyle (\beta _{0}\gg 1)\wedge (r_{\mathrm {in} }\gg R_{\mathrm {source} })} |

Le variabili non riportate in tabella sono:
- gm è la transconduttanza in siemens, data da {\displaystyle g_{m}=I_{\mathrm {C} }/V_{\mathrm {T} }}, in cui:
  - {\displaystyle I_{\mathrm {C} }} è la corrente di collettore di polarizzazione (in DC)
  - {\displaystyle V_{\mathrm {T} }=kT/q} è la tensione termica, calcolata usando la Costante di Boltzmann, la carica di un elettrone e la temperatura del transistor in kelvin. A temperatura ambiente questa vale circa 25 mV (Google calculator).
- {\displaystyle \beta _{0}=I_{\mathrm {C} }/I_{\mathrm {B} }} è il guadagno di corrente alle basse frequenze (chiamato comunemente hFE). Questo parametro è tipico del transistor e si trova di solito sul datasheet del componente.
- {\displaystyle r_{\pi }=\beta _{0}/g_{m}=V_{\mathrm {T} }/I_{\mathrm {B} }}
- {\displaystyle R_{\mathrm {source} }} è l'equivalente secondo Thevenin della resistenza vista dalla base, ingresso dello stadio, ovvero la resistenza di sorgente.